# Miss Marple – ett mord annonseras
Miss Marple – ett mord annonseras är en TV-film från 2004 i regi av John Strickland. Den bygger på Agatha Christies roman Ett mord annonseras - men några av personerna i boken saknas i filmen.

## Rollista (i urval)
- Geraldine McEwan – Miss Jane Marple
- Christian Coulson – Edmund Swettenham
- Cherie Lunghi – Mrs. Swettenham
- Robert Pugh – Colonel Easterbrook
- Keeley Hawes – Philippa Haymes
- Zoë Wanamaker – Letitia Blacklock
- Claire Skinner – Amy Murgatroyd
- Frances Barber – Lizzie Hinchcliff
- Elaine Paige – Dora Bunner
- Matthew Goode – Patrick Simmons
- Sienna Guillory – Julia Simmons
- Catherine Tate – Mitzi Kosinski
- Christian Rubeck – Rudi Schertz (som Christian Pedersen)
- Alexander Armstrong – DI Craddock
- Richard Dixon – Mr. Rowlandson